# Оценка региональной и муниципальной политики

## Основания для проведения оценки региональной и муниципальной политики
Причины для оценки региональной политики:
- Определение эффективности. Оценка является инструментом принятия политических решений, так как она помогает политикам продифференцировать различные варианты политики по их эффективности и действенности. Например, согласно Wadley, оценка может базироваться на трёх отдельных факторах, включающих региональное распределение экономической деятельности, совокупную эффективность экономики или финансовое влияние на национальное казначейство. В свою очередь Vanhove рассматривает оценку региональной политики исключительно в рамках экономической эффективности и действенности.
- Обоснование издержек. Результаты оценки часто оказывают значительное влияние на решения исполнительных или законодательных органов власти об увеличении или сокращении финансирования программы, вплоть до его прекращения. Оценка региональной политики может быть использована в качестве обоснования необходимости финансирования той или иной программы или проекта, так как позволяет сделать вывод, в какой степени программа максимизирует общественное благосостояние, а также выявить и соотнести выгоды и издержки, которые несет общество в ходе её реализации.
- Улучшение менеджмента. Проведение оценки региональной политики способствует обеспечению обратной связи менеджмента и практического применения политики и даёт возможность принять корректирующие меры. Кроме того, оценка даёт средства для определения, ex post, результатов и влияния политики и вклада мер региональной политики в такие параметры, как доход регионов, капиталовложения, и занятость. Таким образом, оценка может обеспечить ответственность политиков за свои действия, как внутреннюю (перед правительством), так и внешнюю (перед электоратом).

## Что включает в себя оценка?
Европейская комиссия (CEC, 1999) предполагает следующую классификацию концепций оценки региональной политики в европейский странах:
- «Менеджерский» подход к оценке. Традиционный подход к оценке, при котором оценка проводится независимым агентом, что придает научную объективность методологии. «Менеджерский» подход связан с эффективным управлением общественных расходов, например, подход Великобритании к оценке «стоимостного результата», полученного при применении мер региональной политики.
- «Демократичный подход». Данная концепция оценки предполагает общественный процесс отчетности политических деятелей, а агенты, проводящие оценку, предоставляют техническую поддержку демократическому форуму, который и выносит окончательное суждение. Примером являются «консенсусные конференции» в Дании.
- «Плюралистичный» подход. Данный подход комбинирует в себе черты, характерные для первых двух обозначенных подходов. «Плюралистический» подход иллюстрируется практикой оценки во Франции, он включает создание представительных органов, объединяющих партнёров или акционеров, которые коллективно проводят оценочный анализ при консенсусе и управляют работами по проведению оценки.

## Этапы проведения оценки
Независимо от концепции понятия оценки, процесс отдельных процедур оценки имеет ряд стандартных характеристик. Процедура оценки состоит из четырёх основных этапов:
1. Возникновение потребности в информации для принятия решений. Процесс начинается с определения мотивов и задач оценки, чтобы обеспечить правильное понимание её цели и использования, а также параметров (например, объём при оценке политики влияния). Важной частью данного этапа является также распределение ролей и ответственности каждого участника процесса (органы власти, которым необходима оценка, организационный комитет, группа, проводящая оценку, и т. д.).
2. Планирование и подготовка к проведению оценки. Ступень включает подготовку исходных условий оценки, определение ключевых вопросов, критериев оценки и требуемых результатов, а также бюджет и график.
3. Сбор и анализ данных. Для сбора данных используются: интервьюирование (индивидуальное и групповое), анкетирование, наблюдение, различные методы анализа документации. При сборе данных важно беспристрастно фиксировать факты, не пытаясь их интерпретировать. На этапе анализа данных на основании полученной информации делаются выводы и формируются рекомендации относительно принятия решения.
4. Отчет о проведённой оценке. Процесс завершается рассмотрением и использованием результатов оценочной деятельности, сравнением качества проведённой оценки с первоначальными задачами и критериями, такими как надёжность, достоверность, ясность и беспристрастность выводов. Важной чертой данной стадии является эффективное распространение результатов оценки, принимая во внимание различные точки зрения и нужды участников.

## Оценочные программы регионального развития: опыт региональной политики ЕС: Германия
В Германии, Рамочный План региональной политики постулирует необходимость регулярной оценки способности принимаемых региональных мер влиять на политические приоритеты. Информация, предоставляемая различными «контрольными проверками» предназначена для определения, насколько политические меры должны быть пересмотрены, и следует ли их продолжать вообще. Используются три типа «оценки» для различных аспектов политики, а именно, Vollzugskontrolle (эффекты для отдельных компаний), Wirkungskontrolle (оценка эффективности конкретных инструментов региональной политики) и Zielerreichungskontrolle (общая оценка региональной политики и необходимости воздействия общественности).
С начала 1990-х гг. в Германии основной тенденцией развития органов местного самоуправления являлось введение различных методик измерения эффективности. Прежде всего, это обусловлено действием «Новой модели управления», основой которой является предположение, что анализ социальных эффектов от проводимой политики, позволит прогнозировать с высокой долей вероятности последствия действий муниципальных органов власти при принятии политических решений и распределении ресурсов.
Методы измерения эффективности деятельности органов местного самоуправления, оказывают большое влияние на управление во многих отношениях:
1. В горизонтальном измерении методики измерения эффективности направлены на изменение характера взаимодействия органов местного самоуправления. Техники политического контроля, основанные на системе показателей эффективности, способствуют изменению характера принятия политических решений органами местного самоуправления, позволяет проводить стратегическое планирование и прогнозировать результаты программ и политик.
2. Система показателей эффективности может быть также применена для сравнения результативности деятельности органов местного самоуправления. Во-первых, сравнение органов власти по признаку эффективности может способствовать изменению организационных структур для достижения большей гибкости реагирования на потребности общества и обмену опытом между муниципалитетами. Кроме того, сопоставление эффективности традиционно является стимулом для создания атмосферы конкуренции, что в конечном итоге приводит к повышению эффективности деятельности органов местного самоуправления.
3. В вертикальном измерении система показателей эффективности позволяет федеральным властям действенно осуществлять функции надзора и контроля за деятельностью органов местного самоуправления. Несмотря на то, что использование показателей эффективности для надзора за муниципалитетами позволяет избежать традиционного иерархического контроля, такая форма обратной связи влечет за собой высокие трансакционные издержки на измерение эффективности и проведение мониторинга.

В настоящий момент анализ, основанный на критериях эффективности (бенчмаркинг), применяется в основном на местном уровне. Однако стоит заметить, инициатива местных властей по применению системы оценки эффективности воздействует и на властные органы на региональном, и даже федеральном уровнях. Так, например, власти Baden-Württemberg и Берлина используют индикаторы эффективности программ и политик для обоснования необходимости финансовой поддержки из средств федерального бюджета.
В середине 1990-х гг. Германию охватил бум измерения эффективности, что подтверждается внушительным количеством муниципалитетов, использовавших бенчмаркинг и конкурировавших по эффективности деятельности органов местного самоуправления. Первым институтом, запустившим проект по бенчмаркингу в 1992 году, стал Фонд Бертельсманна. Фонд объединил более 150 муниципалитетов, сравнив эффективность их деятельности по различным направлениям экономической и социальной политик. Проект завершился в 1998 г. В 1996 г. была создана некоммерческая организация KGSt, целью деятельности которой были информационная поддержка деятельности муниципалитетов, бенчмаркинговые проекты, сравнительный анализ эффективности деятельности органов местного самоуправления.
В отличие от Великобритании, где процедура измерения эффективности деятельности органов местного самоуправления была введена по инициативе Правительства и для более жесткого контроля муниципалитетов, в Германии распространение методов измерения эффективности и бенчмаркинга характеризуется движением снизу вверх по сложно организованной иерархичной структуре органов власти. Таким образом, сети бенчмаркинга и способы измерения эффективности выступают как новые методы управления в рамках институциональных ограничений, так как они упрощают горизонтальное взаимодействие и координацию между органами местного самоуправления.
С другой стороны, отсутствие координатора процесса реформы, который мог бы в директивном порядке вносить корректировки в ход реформы местного самоуправления и поддерживать инициативу введения индикаторов эффективности на местном уровне, приводит к тому, что инициативы муниципалитетов представляют собой отдельно взятые программы, а не связанный целенаправленный план реформы.
Что препятствует применению методик измерения эффективности и бенчмаркинга в общественном секторе?
С одной стороны, методики измерения эффективности и бенчмаркинга широко применяются в Германии и являются главными трендами реформирования управления на местном уровне. Однако, согласно статистическим данным, процент муниципалитетов, применяющих бенчмаркинг и индикаторы эффективности заметно снизился (например, в 2001 г. количество муниципалитетов, применяющих методы оценки эффективности, снизилось на 11 % по сравнению в 2000 г.). Местные власти критикуют методики измерения эффективности за высокие издержки, в то время как выгоды от их использования не всегда очевидны. Основными причинами, препятствующими распространению процедур измерения эффективности являются:
1. Несовершенство информации. Муниципалитеты часто сталкиваются с тем, что организационные структуры и кадровый состав значительно варьируются от города к городу, что делает практически невозможным их сравнение и выработку универсальных индикаторов эффективности. Более того, различные техники измерения одного и того же показателя эффективности подчас дают совершенно разные результаты, что делает результаты измерения необъективными и бесполезными.
2. Издержки внедрения. Процедура измерения эффективности традиционно влечет за собой высокие издержки. Кроме издержек внедрения дорогостоящей электронной системы для ведения базы данных, необходимо принять во внимание издержки на обновление и модернизацию процессов измерения эффективности.
3. Политические стратегии. Внедрение системы показателей измерения эффективности требует четкого определения политических целей, в то время как политикам зачастую выгодно привлекать электорат противоречивыми, неясно определёнными и нереалистичными целями своей программы. Кроме того, политикам невыгодны результаты анализа, показывающие, что эффективность программ и политик низкая, так как это, скорее всего, приведет к провалу на выборах.